# Condes e duques de Alençon
Muitos condes e duques reais de Alençon figuraram ao longo da história francesa. O título tem sido concedido a um irmão mais jovem de um soberano francês.

## História
Duas linhas de condes de Alençon tornaram-se extintas antes do título de Alençon ser vinculado à casa de Valois, que chegou a reinar na França. Alençon foi concedida como um apanágio a Pedro, filho de Luís IX de França, em 1268, e então a Carlos, conde de Valois, irmão de Filipe IV, em 1293. Uma terceira casa de condes d'Alençon descende de Carlos II de Alençon, segundo filho de Carlos de Valois, morto na Batalha de Crécy em 1346.
O condado de Alençon foi elevado a ducado em 1414, tendo João I de Alençon como seu primeiro duque. João foi morto na Batalha de Azincourt, em 1415, após ter matado Eduardo de Norwich, 2.º Duque de Iorque. Seu filho, João II de Alençon (que aparece na primeira parte da peça de William Shakespeare Henrique VI) foi destituído do ducado na Batalha de Verneuil, em 17 de agosto de 1424, após ter sido derrotado e levado como prisioneiro pelas tropas britânicas lideradas por João, Duque de Bedford. João reconquistou seus domínios em 1449.
Em 1524, o ducado de Alençon foi revertido à coroa, em consequência da morte do duque Carlos IV sem deixar herdeiros. Sua esposa, Margarida, irmã de Francisco I, parece ter mantido o título em vida, visto que seu segundo marido, Henrique II de Navarra, utilizou-o em 1540. O título foi dado como pensão a Catarina de Médici em 1559, e como um apanágio a seu filho mais novo, Francisco, Duque de Anjou, em 1556.
O título foi dado por Henrique IV ao duque de Württemberg e subsequentemente foi passado a Gastão, Duque de Orleães, por Luís XIII; a Isabel de Orleães duquesa de Guise; a Carlos, duque de Berry, neto de Luís XIV (1710); e a monsieur Luís.
O título de duque de Alençon foi concedido uma última vez a Fernando de Orleães, filho do duque de Némours e neto de Luís Filipe I.

## Condes de Alençon
Casa de Bellême
- Guilherme I Talvas
- Rogério de Montgomerie, 1.º Conde de Shrewsbury (? – 1094)
- Guilherme III de Ponthieu, senhor de Bellême (até 1113), conde de Ponthieu e de Sées (? – 1171)
- João I de Alençon
- João II de Alençon (? – 1191)
- Roberto I de Alençon (? – c. 1217)

Casa de Capeto
- Pedro I (? – 1283), recebeu o condado de Alençon e parte do condado de Perche como apanágio de seu pai, Luís IX

Casa de Valois
- Carlos de Valois (? – 1325), irmão de Filipe IV, recebeu o condado de Alençon como apanágio em 1291
- Carlos II de Alençon (? – morreu em 26 de agosto de 1346, na Batalha de Crécy)
- Carlos III de Alençon (1346–1361)
- Pedro II de Alençon (1361–1404)
- João I de Alençon (1404–1414)

## Duques de Alençon
| Nome                                                | Imagem                                | Nascimento             | Casamento e descendência                               | Morte                                               |
| --------------------------------------------------- | ------------------------------------- | ---------------------- | ------------------------------------------------------ | --------------------------------------------------- |
| João I Conde de Perche 1414 — 1415                  | João I de Alençon                     | 1385                   | Maria de Bretanha 16 de junho de 1396 5 filhos         | 25 de outubro de 1415 (30 anos, 9 meses e 24 dias)  |
| João II Conde de Perche 1415 — 1476                 | João II de Alençon                    | 2 de março de 1409     | Maria de Armagnac 30 de abril de 1437 2 filhos         | 8 de setembro de 1476 (67 anos, 6 meses e 6 dias)   |
| Renato Conde de Perche 1476 — 1492                  | Renato de Alençon                     | 1454                   | Margarida de Lorena 14 de maio de 1488 3 filhos        | 1 de novembro de 1492 (38 anos e 10 meses)          |
| Carlos IV Conde de Armagnac e Rodez 1492 — 1525     | Carlos IV de Alençon                  | 2 de setembro de 1489  | Margarida de Angolema 2 de dezembro de 1509 Sem filhos | 11 de abril de 1525 (35 anos, 7 meses e 9 dias)     |
| Margarida Condessa de Armagnac e Perche 1525 — 1549 | Margarida de Angolema                 | 11 de abril de 1492    | Henrique de Albret 26 de dezembro de 1526 2 filhos     | 21 de dezembro de 1549 (57 anos, 8 meses e 10 dias) |
| Francisco Duque de Anjou 1566 — 1584                | Francisco, Duque de Alençon           | 18 de março de 1555    | — Não se casou.                                        | 10 de junho de 1584 (29 anos, 2 meses e 23 dias)    |
| Gastão Duque de Orleães 1646 — 1660                 | Gastão, Duque de Alençon              | 24 de abril de 1608    | Maria de Bourbon 6 de agosto de 1626 6 filhos          | 2 de fevereiro de 1660 (51 anos, 9 meses e 9 dias)  |
| Isabel Margarida Duquesa de Guise 1660 — 1696       | Isabel Margarida, Duquesa de Alençon  | 26 de dezembro de 1646 | Luís José de Guise 15 de maio de 1667 1 filho          | 17 de março de 1696 (49 anos, 2 meses e 20 dias)    |
| Carlos de Bourbon Duque de Berry 1710 — 1714        | Carlos de Bourbon, Duquesa de Alençon | 31 de julho de 1686    | Maria Luísa de Orleães 6 de julho de 1710 2 filhos     | 5 de maio de 1714 (27 anos, 9 meses e 4 dias)       |
| Luís de Bourbon Conde da Provença 1774 — 1795       | Luís, Duque de Alençon                | 17 de novembro de 1755 | Maria Josefina de Saboia 14 de maio de 1771 Sem filhos | 16 de setembro de 1824 (68 anos, 9 meses e 30 dias) |
| Fernando de Orléans Príncipe da França 1844 — 1910  | Fernando de Orléans, Duque de Alençon | 12 de julho de 1844    | Sofia Carlota da Baviera 24 de junho de 1868 2 filhos  | 29 de junho de 1910 (65 anos, 11 meses e 17 dias)   |